# Houston Acres (Kentucky)
Pour les articles homonymes, voir Houston Acres.
Houston Acres est une ville américaine située dans le comté de Jefferson, dans le Kentucky. Selon le recensement de 2020, sa population est de 492 habitants.